# François Cavanna
François Cavanna (22. února 1923 – 29. ledna 2014) byl francouzský spisovatel a novinář.

## Biografie
Narodil se francouzské matce a italskému otci ve městě Nogent-sur-Marne nedaleko Paříže. V roce 1945 začal pracovat pro deník Libération. V roce 1960 spoluzaložil satirický měsíčník Hara-Kiri a později stál u zrodu magazínu Charlie Hebdo. Později se věnoval například psaní autobiografických textů. Za svůj román Les Russkoffs získal v roce 1979 cenu Interallié. Zemřel v roce 2014 ve věku devadesáti let.

## Česky vydané dílo
- Taliáni (1978, česky 2020)
- Rusáci (1979, česky 2021)
- Písmo (1982, česky 2003)
- Maria (1985, česky 2021)
- Plavovlasý Hun (1998, česky 2002)
- Sekera a kříž (1999, česky 2003)
- Klotildin Bůh (2000, česky 2003)
- Chlodvíkova krev (2001, česky 2004)